# Una bala que espera
Una bala que espera (títol original: A Bullet Is Waiting) és una pel·lícula de cinema negre estatunidenca del 1954 dirigida per John Farrow i protagonitzada per Jean Simmons i Rory Calhoun. Està doblada al català.

## Argument
Un petit avió que transportava Frank Munson i un presoner emmanillat, Ed Stone, s'estavella al desert de Califòrnia. L'Ed noqueja en Frank, desbloqueja les manilles i fuig, trobant-se amb una dona anomenada Cally que cuida ovelles, aparentment sola en una cabana remota.
En Frank el segueix i s'identifica com un agent de la llei de Utah que després de perseguir l'Ed durant gairebé dos anys finalment el va trobar. La Cally dubta a confiar en qualsevol desconegut. És una dona culta el pare de la qual, un antic professor de la Universitat d'Oxford, viu amb ella, però actualment està fora.
Quan cau una pluja torrencial, l'Ed intenta escapar, però el camí s'inunda. La Cally intenta avisar-lo, però treu un ganivet quan l'Ed intenta violar-la. A la cabana, en Frank no té cap arma i busca un rifle que la Cally ha amagat. L'Ed torna i, mentre estan atrapats allà durant la tempesta, explica a la Cally que va disparar al germà de Frank en defensa pròpia, després de la qual cosa en Frank té la intenció de matar-lo en lloc de portar-lo davant la justícia.
El pare de Cally torna i es sorprèn de trobar-hi dos homes. Escolta les seves històries i, conscient que la seva filla s'està enamorant de l'Ed, li ofereix l'oportunitat de lliurar-se a altres autoritats. Amb una pistola a la mà i una sola bala a la cambra, l'Ed demostra la seva intenció negant-se a disparar en Frank quan tingui l'oportunitat. Es posa en marxa per lliurar-se a la policia.

## Repartiment
- Jean Simmons com Cally Canham
- Rory Calhoun com Ed Stone
- Stephen McNally com Frank Munson
- Brian Aherne com David Canham

## Producció
La pel·lícula havia de ser la primera de tres pel·lícules protagonitzades per Jean Simmons produïdes per Howard Welsch. Es va fer càrrec del contracte que Simmons tenia amb RKO. El rodatge va començar el 3 de desembre de 1953.
Més tard, Welsh va vendre el compromís de dues pel·lícules restants amb Simmons a la 20th Century Fox.
L'abril de 1954 Welsch va signar un acord amb Columbia per distribuir la pel·lícula.